# Instytut Teologiczny im. św. Jana Kantego w Bielsku-Białej
Instytut Teologiczny im. św. Jana Kantego w Bielsku-Białej – oddział Uniwersytetu Papieskiego Jana Pawła II znajdujący się w Bielsku-Białej. Był ściśle związany z diecezją bielsko-żywiecką i mieścił się w siedzibie kurii przy ul. Żeromskiego 5. Prowadził teologiczne studia licencjackie i magisterskie w ramach czterech specjalizacji: resocjalizacyjnej, pedagogiczno-katechetycznej, turystyki religijnej oraz medialnej.

## Historia
Instytut powstał w 1994 decyzją biskupa bielsko-żywieckiego, Tadeusza Rakoczego, z dnia 24 czerwca. Osobowość prawną uzyskał 24 lipca tego roku po potwierdzeniu wniosku kurii przez Biuro ds. Wyznań.
Początkowo siedzibą uczelni był dom katechetyczny parafii św. Maksymiliana Marii Kolbego przy ul. M. Kolbego. Do gmachu przy ul. Żeromskiego przeniesiono ją w 1999. Budynek ten posiada aulę na 300 miejsc, dziesięć sal wykładowych oraz lektorium. W siedzibie uczelni znajdują się ponadto pomieszczenia biblioteki liczącej 45 tys. woluminów oraz ok. 130 tytułów czasopism polskich i zagranicznych.
Od początku istnienia dyrektorem Instytutu był ks. prof. dr. hab. Tadeusz Borutka. Funkcję wicedyrektora od 2011 do 2016 pełnił ks. dr Robert Samsel. Wcześniej funkcję tę sprawował ks. dr Piotr Greger.
W pomieszczeniach uczelni funkcjonuje od 2003, Diecezjalna Szkoła Organistowska (szkoła muzyczna II stopnia o uprawnieniach szkoły publicznej) oraz Diecezjalne Studium Muzyki Kościelnej. W czasach istnienia uczelni działał również Chór Instytutu Teologicznego „Gloriam Dei”, powołany w 2007.
Uczelnia wydawała czasopismo naukowe „Bielsko-Żywieckie Studia Teologiczne”, publikujące artykuły z zakresu filozofii, historii Kościoła, zagadnień społecznego nauczania Kościoła, biblistyki, teologicznej metodologii, teologii systematycznej oraz praktycznego wymiaru teologicznego nauczania.
W 2016 instytut zakończył swoją działalność. Głównym powodem podjęcia tej decyzji przez władze Uniwersytetu Papieskiego Jana Pawła II w Krakowie był znaczący spadek liczby studentów, nie tylko w Bielsku-Białej, ale także w Krakowie (zwłaszcza na kierunku pedagogiczno-pastoralnym).